# Pseudaleurolobus jaboticabae
Pseudaleurolobus jaboticabae là một loài côn trùng cánh nửa trong họ Aleyrodidae, phân họ Aleyrodinae.
Pseudaleurolobus jaboticabae được Hempel miêu tả khoa học đầu tiên năm 1922.